# Эдуард I (граф Бара)
Эдуард I (фр. Édouard I de Bar; нем. Eduard I von Bar; ок. 1295 или 1296 — 11 ноября 1336, Кипр, Фамагуста) — граф Бара и сеньор Муссона с 1302, сын Генриха III, графа Бара, и Элеоноры Английской, дочери Эдуарда I, короля Англии, представитель Монбельярского дома.

## Биография
Мать Эдуарда Элеонора умерла в 1298 году, когда он был еще ребенком. Его отец, граф Генрих III, умер в Неаполе в борьбе с королём королём Сицилии Федериго II в 1302 году. Хотя его дед по материнской линии, король Англии Эдуард I, был назначен опекуном Эдуарда, функции регента в графстве выполнялись его дядьями Жаном, сеньором де Пюсе, епископом Льежа Тибо и епископом Меца Рено.
В 1310 году, в возрасте пятнадцати лет, он женился на Марии Бургундской, дочери Роберта II, герцога Бургундии, и Агнес Французской. Эдуард был объявлен совершеннолетним после его вступления в брак. Во время битвы при Фруаре, он был захвачен в 1313 году герцогом Лотарингии Ферри IV. Эдуард был освобожден через несколько месяцев после выплаты огромного выкупа в 90 тысяч фунтов, который выплачивался в основном на деньги города Меца. Вместе с герцогом Ферри IV и герцогом Люксембурга Иоанном он принял участие в Войне четырех сеньоров в Меце, причиной которой был в том числе заем денег Эдуардом для выкупа.
В 1328 году он принял сторону короля Франции Филиппа VI в битве при Касселе, в которой противником короля было графство Фландрия. Затем он отправился на Восток, вместе с маркграфом Намюра Филиппом III и других сеньоров Священной Римской империи, с целью крестового похода. Они остановились на острове Кипр. Экспедиция так и не была завершена, так как Филипп и Эдуард были убиты жителями Фамагусты.

## Брак и дети
Жена: (контракт 13 июня 1306, с 11 февраля 1310, замок Монбельяр: Мария Бургундская (1298—1336), дочь Роберта II, герцога Бургундии и Агнес Французской. Дети:
- Генрих IV (1315/1320—декабрь 1344), граф Бара с 1336
- сын (ум. в детстве)
- Элеонора (ум. 15 сентября 1333); муж: Рауль I (1320—26 августа 1346), герцог Лотарингии
- Беатрис (1310—1350); муж: Гвидо Гонзага (1290 — 22 сентября 1369), народный капитан Мантуи